# Spandet
Spandet er en lille by 11 km sydøst for Ribe, i den sydligste del af Esbjerg Kommune. Til Arnum mod øst er der 4 km og til Roager mod vest 5 km.
I byen findes Spandet Kirke.
- Den gamle skole set fra syd
- Forsamlingshuset